# Katarina Marinčič
Katarina Marinčič (rojstni priimek Hieng), slovenska pisateljica, literarna zgodovinarka in prevajalka, * 25. junij 1968, Ljubljana.

## Literarno ustvarjanje
S svojimi romani nadaljuje tradicijo meščanskega družinskega romana, ki ga je združila s slogovnimi lastnostmi modernizma, delno tudi postmodernizma. Roman Tereza (1989) je družinska saga. Mati v njem je daleč od cankarjanske podobe matere, saj je sebična in zapusti otroka. Nastopi tudi lik ženske, ki je povsem vdana moškemu in zaživi le v gospodinjsko-materinskem življenju. Ženska se tudi pojavlja v vlogi spakljive in brezdelne salonske dame. Njen drugi roman Rožni vrt (1992) parodira ljubezenski roman. Marinčič karikira žensko miselnost. V romanu so kičaste ženske, ki hrepenijo po življenju vzorne gospodinje. So nesamostojne in hrepeneče po možu.

## Zasebno
Prihaja iz umetniške družine, njen oče je pisatelj Andrej Hieng, sestra pa režiserka Barbara Hieng Samobor. Mož je klasični filolog Marko Marinčič.

## Prozna dela
- Tereza (1989), roman
- Rožni vrt (1992), roman
- Prikrita harmonija (2001), roman
- O treh, (2005), zbirka novel
- Po njihovih besedah (2014), roman
- Ženska s srebrnim očesom (2022), roman

## Nagrade
- Kresnik – za roman Prikrita  harmonija (2002)
- Dnevnikova fabula – za zbirko kratke proze O treh (2007)
- Nagrada kritiško sito –za roman Po njihovih besedah (2015)[2]